# Христо Попов (Шестеово)
Вижте пояснителната страница за други личности с името Атанас Попов.
Христо Попов е български революционер, деец на Вътрешната македоно-одринска революционна организация.

## Биография
Роден е в 1886 или 1888 година в костурското село Шестеово, тогава в Османската империя, днес Сидирохори, Гърция. Влиза в редиците на ВМОРО и става помощник-войвода на костурския войвода Христо Цветков. Христо Попов оглавява четата на Цветков по време на битката на Ножот. Христо Попов, оглавяващ костурската чета в отсъствието на Христо Цветков, Трендафил Думбалаков, самоотлъчил се юнкер от военното училище, Петко Койчев от Панагюрище, Найдо Арсов от село Папрадища и всички останали четници отказват да напуснат връх Ножот въпреки ненадеждността на позицията. По време на битката цялата чета на Попов и самият Попов са убити на 15 юли 1907 година. Според друг източник загива на 3 юли 1907 година в предходното сражение край Лугунци.